# Andréi Solomatin
Andréi Yúrievich Solomatin (en ruso: Андрей Юрьевич Соломатин) (9 de septiembre de 1975) es un exfutbolista ruso, se desempeñaba como defensa y centrocampista. Su último club fue el Torpedo de Moscú.

## Clubes
| Club                    | País          | Año         |
| ----------------------- | ------------- | ----------- |
| Torpedo Moscú           | Rusia         | 1992        |
| TRASKO Moscú            | Rusia         | 1992 - 1994 |
| FC Lokomotiv Moscú      | Rusia         | 1995 - 2001 |
| CSKA de Moscú           | Rusia         | 2001 - 2003 |
| FC Kubán Krasnodar      | Rusia         | 2004        |
| Seongnam Ilhwa Chunma   | Corea del Sur | 2004        |
| FC Obolón Kiev          | Ucrania       | 2005        |
| Krylia Sovetov Samara   | Rusia         | 2005        |
| Spartak Nizhny Nóvgorod | Rusia         | 2006        |
| FK Anzhí Majachkalá     | Rusia         | 2006        |
| FC Torpedo Moscú        | Rusia         | 2007        |

## Palmarés
FC Lokomotiv Moscú
- Copa de Rusia: 1996, 1997, 2000

CSKA Moscú
- Liga Premier de Rusia: 2002-03
- Copa de Rusia: 2001, 2002